# Trol de patentes
Trol de patentes es un término peyorativo utilizado para hacer referencia a una persona o empresa que impone sus patentes contra uno o más supuestos infractores de una forma considerada excesivamente agresiva u oportunista, a menudo sin la intención de fabricar o comercializar el producto objeto de la patente. 
Una expresión relacionada, menos peyorativa es entidad no practicante (ENP), que describe a un dueño de patente que no fabrica ni utiliza el invento patentado.

## Definición
Trol de patentes alude a una entidad que:
- Compra una patente, a menudo de una empresa en quiebra para demandar a otra empresa, alegando que uno de sus productos infringe la patente comprada.[2]
- Ejercita acciones de protección de sus patentes contra supuestos infractores sin que éstos realmente pretendan fabricar el producto patentado o proveer el servicio patentado.[3][4]
- Ejercita acciones de protección de sus patentes sin realizar actividades de investigación o de fabricación en relación con estas.[5]
- Dedica sus esfuerzos exclusivamente al ejercicio de derechos sobre patentes.[6]

## Efectividad
En abril de 2014, un fallo de la Suprema Corte de Estados Unidos simplificó el camino para que entes que han sufrido demandas poco sustentadas o de mala fe puedan ser indemnizados por el atacante. Basado en esta decisión un juez federal condenó a uno de los más activos troles de patentes a pagar los gastos judiciales de un grupo de sus víctimas. Según el juez los argumentos presentados en la corte por el atacante (el trol de patentes) eran insostenibles y las demandas solo buscaban arreglos extrajudiciales.